# 彭薩科拉山脈
彭薩科拉山脈（英語：Pensacola Mountains）是南極洲的山脈，屬於橫貫南極山脈的一部分，全長450公里，面積86,850平方公里，最高點海拔高度2,150米，該山脈在1956年1月13日被美國探險隊發現。
83°45′S 55°0′W / 83.750°S 55.000°W